# هلموت گراپنر
هلموت گراپنر (آلمانی: Helmut Graupner؛ زادهٔ ۲۶ ژانویهٔ ۱۹۶۵) وکیل اهل اتریش است که به خاطر دفاع از حقوق همجنس‌گرایان و دگرباشان جنسی در اتریش و اتحادیه اروپا شناخته شده‌است.
از سال ۲۰۰۵ وی نماینده اتریش در کمسیون اروپا در قوانین گرایش جنسی (ECSOL) است.
در سال ۲۰۱۷ وی با شکایت از دولت اتریش در دادگاه‌های عالی اتریش باعث قانونی شدن ازدواج همجنس‌گرایان در اتریش گردید. اولین ازدواج همجنس در اتریش بین موکلان گراپنر در دسامبر ۲۰۱۸ بود.